# Erich Campe
Erich Campe est un boxeur allemand né le 1er février 1912 à Berlin et mort le 5 mai 1977.

## Carrière
Il remporte la médaille d'argent aux Jeux de Los Angeles en 1932 dans la catégorie poids welters. Après avoir battu Aikoku Hirabayashi, Carl Jensen et Bruno Ahlberg, Campe s'incline en finale contre l'américain Edward Flynn. 

## Palmarès

### Jeux olympiques
- Jeux olympiques de 1932 à Los Angeles[1] (poids welters)

## Référence
1. ↑  (en) Résultats des Jeux olympiques 1932 (amateur-boxing.strefa.pl)